# 元朗行人天橋系統

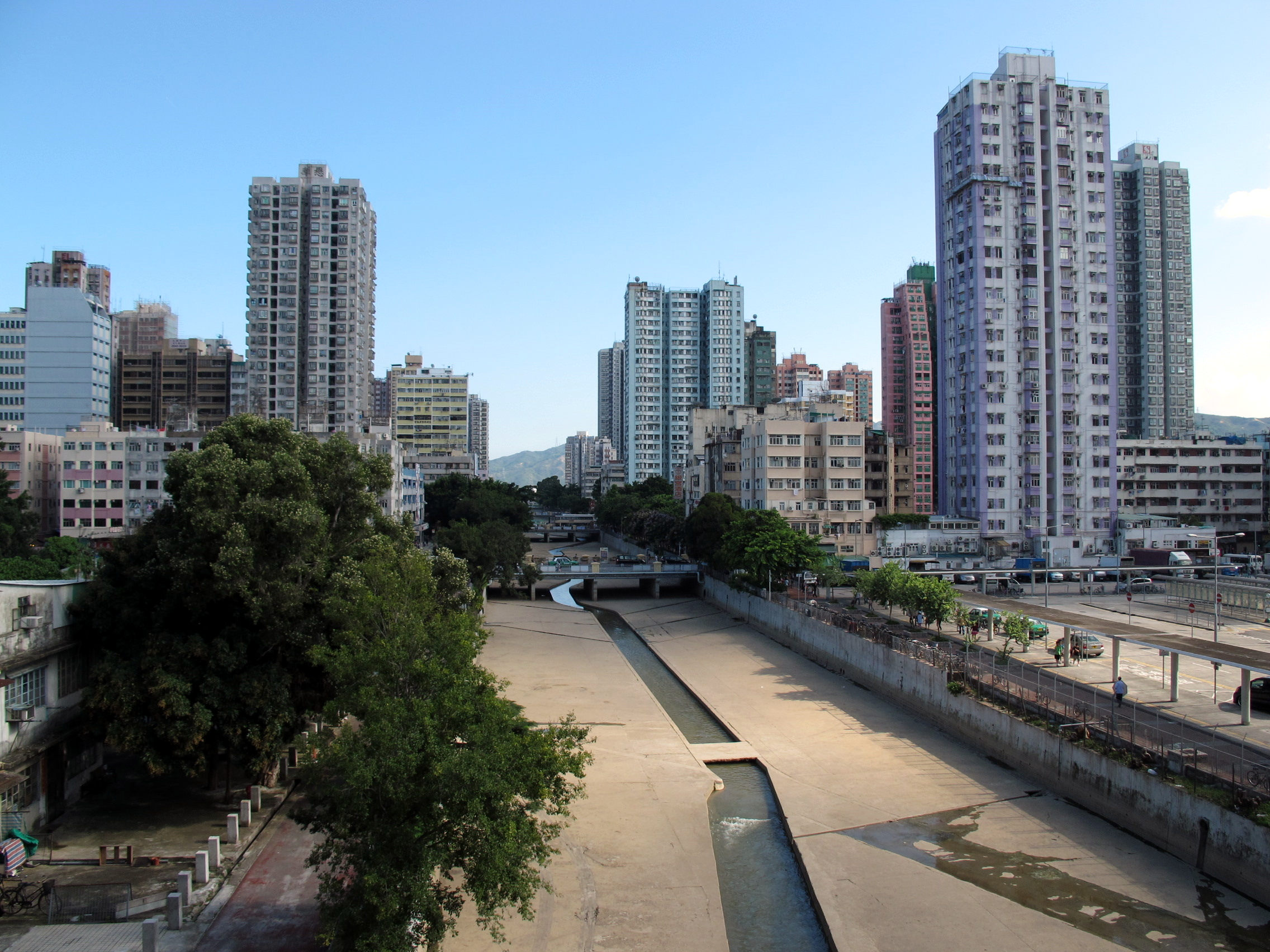
元朗人車爭路問題嚴重，政府於2008年提出在元朗明渠上興建行人天橋系統

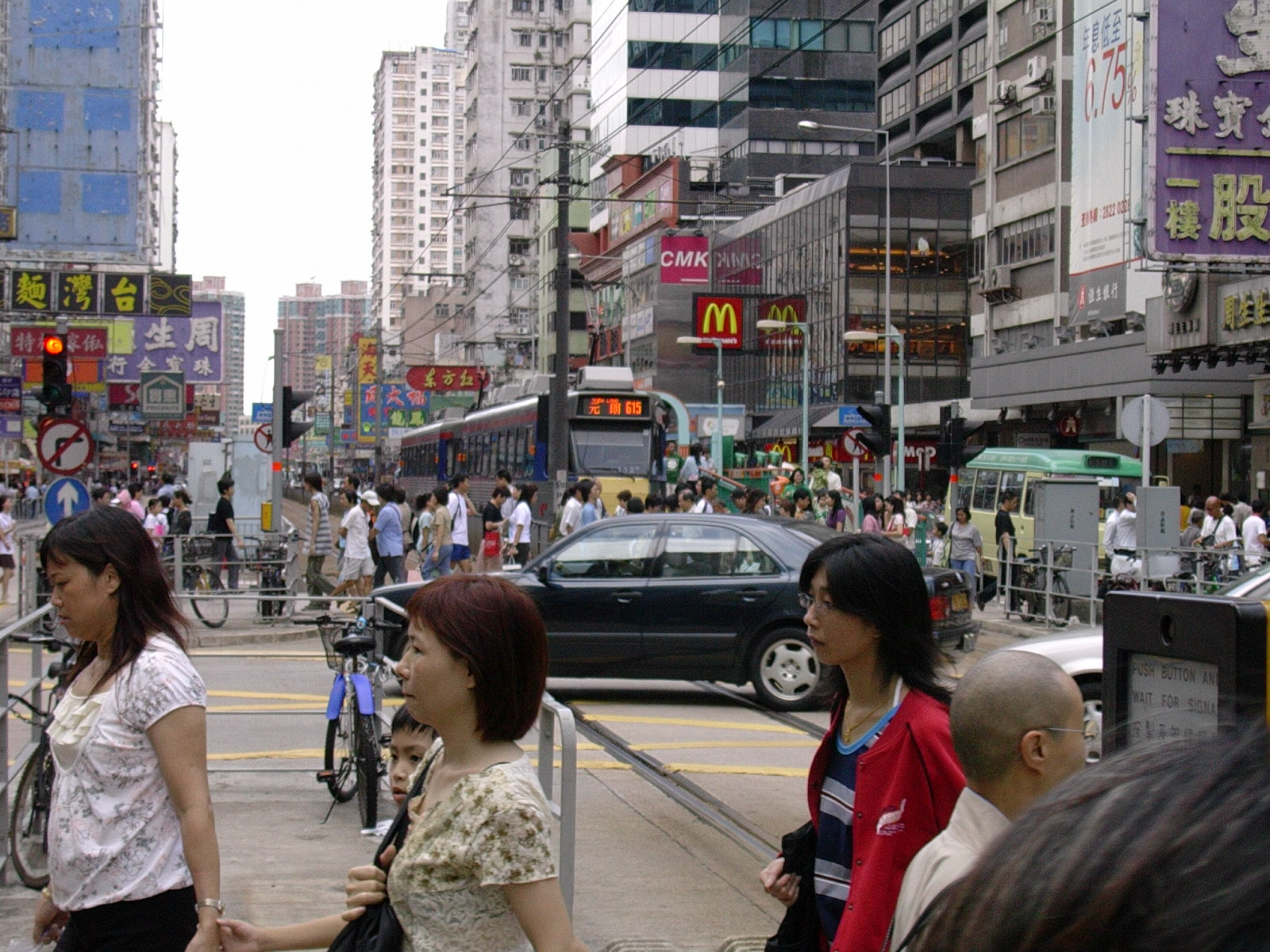
元朗市中心青山公路與大棠路交界，因輕鐵路軌位于中間，路面極為擠塞，於日間時極其繁忙。惟計劃中之天橋不連接大棠路，有400米遠。

元朗行人天橋系統（英語：Yuen Long Elevated Pedestrian Corridor）為時任香港特別行政區行政長官曾蔭權於2009年透過《施政報告》中所提出之計劃，於香港新界元朗市中心元朗明渠上興建行人天橋系統及增加興建行人專用區等，期望吸引400米外元朗市中心之人流，藉此改善元朗市中心人車爭路之交通情況。
不過，工程造價估計達17億港元，將成為全香港每米造價最昂貴的行人天橋，且遠離繁忙之大棠路、靠近現有元朗廣場行人天橋，使用量預計將會不及現有行人天橋，惹來非議。五大建築測量專業學會罕有聯手反對，並提出替代方案。由於天橋造價估算高達17億港元，因此被社會批評為17億天橋或17億天價天橋。

## 造價
此橋長540米，造價17億港元，與1998年汀九橋相若；2013年荃灣行人天橋工程全長1,400多米造價需1.1億元，每米造價相差40倍。

## 沿革

### 背景
由於元朗市中心的行人及車輛爭路的情況嚴重，加上元朗大馬路又有輕鐵路軌，交通空間捉襟見肘，需要大幅度地改善。而由於元朗市中心為元朗新市鎮的中心地帶，其城市規劃屬於1970年代的英國密集式設計，若然需要擴闊行人路或者道路根本是沒有可能。
2003年政府統計處調查發現，約70%受訪者喜歡在地面過路多於行人天橋或隧道。2010年審計署報告批評運輸署多條行人天橋使用率偏低，欠缺規劃，而偏低是因為行人若有選擇，多在路面過路處過馬路。
2009年4月，香港政府正式展開《元朗市行人環境改善計劃》的可行性研究，當中的改善方案包括了增加興建行人專用區及興建悠閒式街道等。由於擴闊道路或者行人不再考慮之列，故此研究集中於向上（高架）及向下（地下）發展，亦即興建行人天橋系統以及行人隧道，以疏導龐大的人流，同時改善環境周圍，改善空氣質素以及降低噪音污染水平。此外，有關香港政府部門亦會同時進行行人天橋上蓋及柱身綠化工作，研究預計需要15個月的時間。
2011年9月，路政署展開了大型的可行性研究，以確定其計劃的可行性及制定詳細的推展方案及制定時間表。研究於2014年8月完成。

### 申請撥款引起建規園界不滿
2015年8月，區議會為求天橋早日建成，將原本540米的「蛇形」高架天橋修改為「筆直版」，同時否决由建築師學會提出，針對性建造180米天橋，擴闊明渠兩旁行人路及加強綠化環境的替代方案，結果引起建築界批評。建築師學會會長吳永順認為他們提出的方案有較大發展商機的空間，親水隧道可成為「香港清溪川」，吸引旅客。批評區議會「唔識貨」一致通過造價較活化昂貴的長形天橋，同時阻擋觀景。
據悉，路政署將於2016年10月立法會復會後提出新方案，如獲通過行人天橋系統會在2023年落成。
2017年3月，浸大國際學院「地理及資源管理」專修學系調查指逾8成居民希望將「元朗明渠」興建綠化空間或河濱公園，當中逾5成人希望可仿效南韓首爾清溪川。
2018年6月，立法會財務委員會審議政府申請17.085億元撥款。路政署指工程最深打樁深入地下100米，因而推高造價。四大專業學會（香港建築師學會、香港規劃師學會、香港園境師學會和香港城市設計學會）齊聲反對，認為項目除外觀問題外，亦沒有考慮社會近年倡議以河道改善環境的趨勢，反指香港逆其道而行。建築師朱海山認為興建天橋並非唯一的解決方案，政府亦應增加休憩點。指四大學會替代方案只需9億。元朗居民表示興建天橋效益不高，認為行馬路過路比行天橋更快，而且明渠附近一帶人流並不算多。
同年10月5日，政府表示「考慮到議員的關注及社會各界意見」，去信財委會抽起有關項目，會在適當的時候再次提交財委會考慮。
另一方面。渠務署於2013年完成研究明渠活化計劃，惟至今仍未展開。路政署表示計劃要待行人天橋於2023年竣工後才能開展，立法會議員鄺俊宇批評明渠活化計劃未能與行人天橋工程同步進行，反映港府欠缺規劃。

### 招標
2019年2月22日，政府無視社會反對意見，路政署決定為工程進行招標，同時聘請奧雅納為負責設計及監督有關建造工程的顧問公司，預計工程在2019年7月展開。早前在2016年，奧雅納因挪用香港政府資料，助新世界地產入紙改劃元朗橫洲土地，而被罰停止投標3個月。2018年，由奧雅納及阿特金斯建築設計之香港高鐵石崗車廠發生出軌事故，港鐵歸咎於設計顧問公司計算失誤。

### 反建議
陳敬倫及民主黨元朗區議員黃偉賢反建議拆除部份輕鐵站月台（例如大棠路及康樂路頭尾各一方向），以擴闊行人紅綠燈過路處，減少大馬路人潮擠塞。

## 區內現有行人天橋系統
現時，元朗西有一個天橋系統，北邊由福喜街為起點，經朗屏邨及朗屏商場，橫跨宏達路及媽橫路並在兩條馬路中央連接朗屏站B2出口，經俊賢坊連接富來花園，到元朗安寧路轉往東，到達安信街再向南，接入元朗廣場。元朗廣場亦有一段天橋橫跨青山公路－元朗段。
元朗東亦有一組天橋系統，連接元朗鐵路站與附近數個新鴻基地產發展的屋苑及商場，分別為新元朗中心及形點II、YOHO Midtown及形點I、YOHO Town、Grand YOHO，以及Yoho Hub及Yoho Mix元點。